# Kazanka, Ucraina
Kazanka (în ucraineană Казанка) este așezarea de tip urban de reședință a raionului Kazanka din regiunea Mîkolaiiv, Ucraina. În afara localității principale, mai cuprinde și satul Lazarivka.

## Demografie
Componența lingvistică a așezării de tip urban Kazanka
     Ucraineană (92,82%)
     Rusă (6,31%)
     Alte limbi (0,52%)
Conform recensământului din 2001, majoritatea populației așezării de tip urban Kazanka era vorbitoare de ucraineană (92,82%), existând în minoritate și vorbitori de rusă (6,31%).